# 東京都道・埼玉県道234号前沢保谷線

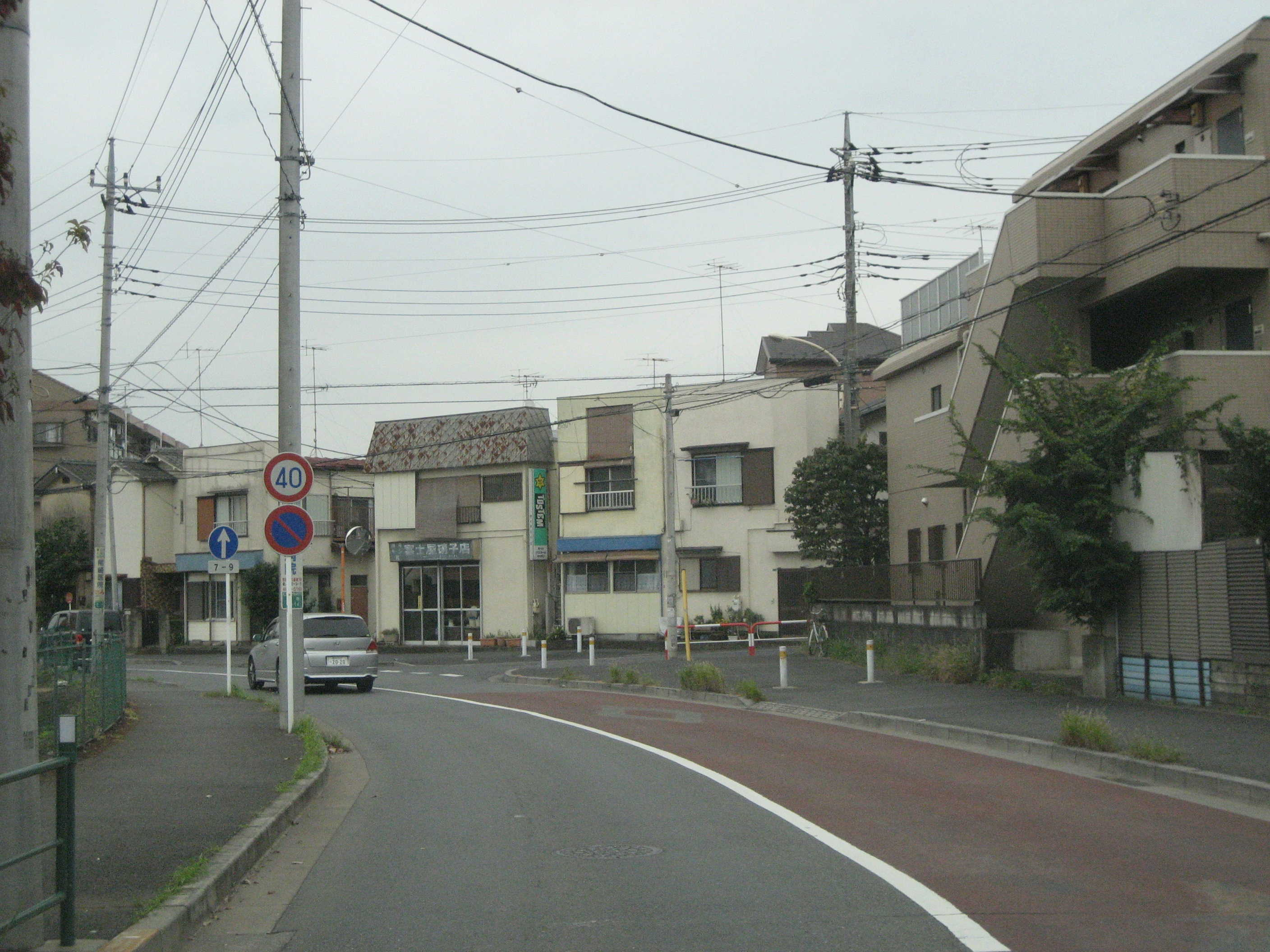
東京都と埼玉県の境付近

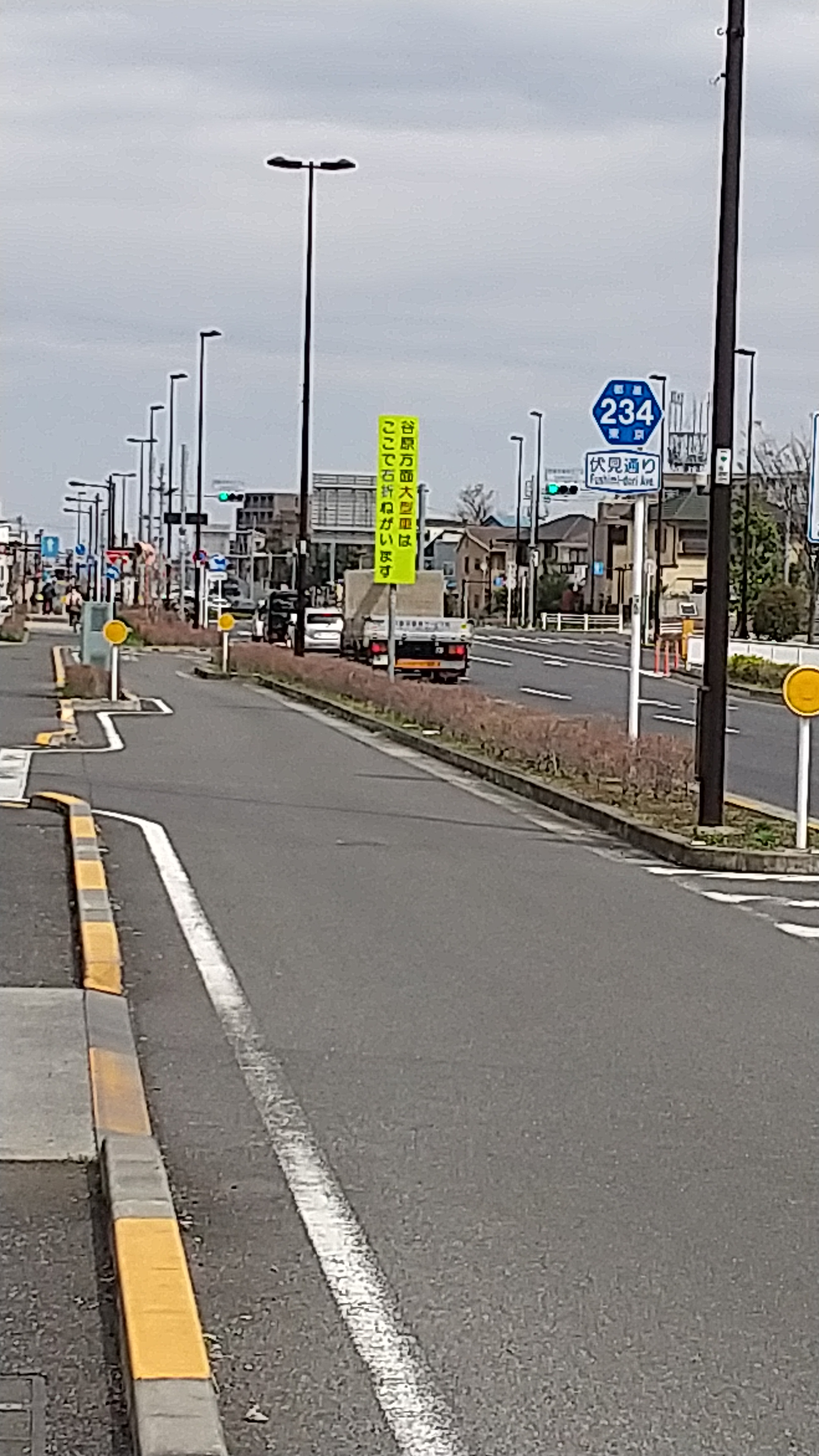
東京都西東京市、泉町にて

東京都道・埼玉県道234号前沢保谷線（とうきょうとどう・さいたまけんどう234ごうまえさわほうやせん）とは東京都東久留米市から練馬区を結ぶ一般都道・県道である。

## 起点・終点
- 起点 名称なし交差点[1]（東京都道・埼玉県道4号東京所沢線）
- 終点 高塚交差点[2]（東京都道8号千代田練馬田無線）

## 地理

### 通過する自治体
- 東京都
  - 東久留米市
  - 西東京市
  - 練馬区（終点付近は市境）
- 埼玉県
  - 新座市

### 通称名
- 小金井街道：東京都東久留米市中央町（前沢宿交差点）- 東京都東久留米市中央町（前沢北交差点）
- 片山県道：埼玉県新座市栗原（栗原交差点）- 埼玉県新座市東京都西東京市境
- 伏見通り：東京都西東京市北町三丁目（交差点名称無し）- 東京都西東京市中町（保谷庁舎前交差点）※支線

### 交差する道路
本線
- 東京都道4号東京所沢線（所沢街道）
- 東京都道15号府中清瀬線 （小金井街道）「前沢宿交差点」・「前沢北交差点」
- 東京都道125号東久留米停車場線
- 埼玉県道24号練馬所沢線
- （支線分離）・埼玉県道24号練馬所沢線、埼玉県道25号飯田橋石神井新座線（片山県道）、埼玉県道36号保谷志木線（片山県道）「栗原交差点」
- ひばり通り「ひばりが丘駅入口交差点」
- 東京都道36号保谷志木線
- 東京都道25号飯田橋石神井新座線

（その間西武池袋線によって分断されている）
- 東京都道233号東大泉田無線（保谷新道）「中町交差点」
- （支線交差）「明保中学校交差点」
- かえで通り「天神山交差点」
- 東京都道8号千代田練馬田無線（富士街道）「高塚交差点」

支線（伏見通り）
- （本線より分離）・埼玉県道24号練馬所沢線、埼玉県道25号飯田橋石神井新座線（片山県道）、埼玉県道36号保谷志木線（片山県道）「栗原交差点」
- 東京都道・埼玉県道24号練馬所沢線
- 東京都道25号飯田橋石神井新座線「下保谷一丁目交差点」
- （支線分離）「西東京泉町五丁目交差点」
- 東京都道233号東大泉田無線（保谷新道（本線）、伏見通り（支線））「保谷庁舎前交差点」

支線
- （伏見通りより分離）「西東京泉町五丁目交差点」
- 東京都道233号東大泉田無線（保谷新道）「保谷庁舎北交差点」
- （本線交差）「明保中学校交差点」
- かえで通り「東小学校東交差点」

### 重複区間
- 東京都道15号府中清瀬線：東京都東久留米市中央町（前沢宿交差点） - 東京都東久留米市中央町（前沢北交差点）[3][4]
- 東京都道・埼玉県道24号練馬所沢線：埼玉県新座市栗原一丁目（交差点名称無し） - 東京都西東京市北町三丁目（交差点名称無し）※埼玉県新座市栗原（栗原交差点）- 東京都西東京市北町三丁目間は支線
- 東京都道・埼玉県道25号飯田橋石神井新座線 ：埼玉県新座市栗原（栗原交差点） - 東京都西東京市下保谷二丁町（交差点名称無し）
- 東京都道・埼玉県道36号保谷志木線：埼玉県新座市栗原（栗原交差点） - 東京都西東京市栄町（交差点名称無し）

### 廃止区間
- 2018年5月14日付 廃止区間[5]
  - 東京都東久留米市中央町（前沢宿交差点[6]） - 東京都東久留米市本町三丁目（交差点名称無し[7]）
 → 「市道230号」として東久留米市に移管[8]
  - 東京都東久留米市幸町三丁目（交差点名称無し[9]） - 東京都東久留米市中央町二丁目（交差点名称無し[10]）
 → 「市道103-3号」として東久留米市に移管[8]

### 交差する鉄道
- 西武池袋線:2回交差する（東久留米市内は踏切、西東京市内は歩道橋とアンダーパス（西東京下保谷トンネル・伏見通り））

### 沿線の主な施設
- 八幡神社
- 東久留米消防署
- 東久留米郵便局
- 東久留米市役所
- 東久留米駅
- 東久留米市立大門中学校
- 新座市立栗原小学校
- 新座警察署栗原交番
- 新座市立栗原公民館・新座市役所栗原出張所
- 新座栗原郵便局
- 西東京市立栄小学校
- 西東京市立明保中学校
- 西東京市立東小学校

## 参照
1. ↑  北緯35度45分05秒 東経139度30分35秒 / 北緯35.75126度 東経139.50974度
2. ↑  北緯35度44分03秒 東経139度34分10秒 / 北緯35.73407度 東経139.56939度
3. ↑  「東京都告示441号 都道の区域変更（都道府中清瀬線との重用編入）」（pdf）『東京都公報』第16581号、2018年3月30日、12-13頁。
4. ↑  同日付で東京都道234号前沢保谷線への編入・供用開始区間あり「東京都告示442号 都道の区域変更および東京都告示443号 都道の供用開始」（pdf）『東京都公報』第16581号、2018年3月30日、14-15頁。
5. ↑  「東京都告示734号 都道の区域変更」（pdf）『東京都公報』第16609号、2018年5月14日、2-6頁。
6. ↑  北緯35度45分19秒 東経139度30分55秒 / 北緯35.75516度 東経139.51536度
7. ↑  北緯35度45分37秒 東経139度31分44秒 / 北緯35.76019度 東経139.52876度
8. 1 2  当該区間は2018年3月27日付で東久留米市市道への移管認定“2018-03-27| 平成30年第１回定例会〔資料〕議案第18号| 東久留米市議会会議録検索”. 2022年12月12日時点のオリジナルよりアーカイブ。2022年12月12日閲覧。
9. ↑  北緯35度45分25秒 東経139度31分20秒 / 北緯35.75686度 東経139.52214度
10. ↑  北緯35度45分20秒 東経139度31分24秒 / 北緯35.75545度 東経139.52337度